# Fundación Jean-Jaurès
La Fundación Jean-Jaurès (FJJ) es un Centro de Estudios Francés, asociado al Partido Socialista. Fue fundada en 1992. Su primer presidente y fundador fue Pierre Mauroy, seguido por Henri Nallet. Su presidente actual es Gilles Finchelstein. Ha publicado libros y organizado conferencias. Entre ellas se encuentra la Conferencia Sobre Socialismo y Cultura en enero de 2017.